# ایرج شمسی‌زاده
ایرج شمسی‌زاده (زادهٔ ۱۳۲۱ گناوه - درگذشتهٔ ۲۹ اسفند ۱۳۹۳) شاعر بومی سرای جنوبی بود.

## زندگی
شمسی‌زاده متولد ۱ مردادِ ۱۳۲۱ بود و در سال ۱۳۵۶ از دانشگاه تهران در زمینه ادبیات فارغ‌التحصیل شد. وی از طلایه‌داران شعر بومی جنوبی است و در شعر محلی ایرجو تخلص می‌کرد. وی در ۲۹ اسفند ۱۳۹۳ در پی ابتلاء به بیماری سرطان درگذشت.

## سبک شعری
ایرج شمسی زاده چهره نام آشنای شعر و ادبیات استان بوشهر است. در همه قالب‌های شعر فارسی طبع آزمایی کرده و غزل‌های لطیف و پرمغز او پهلو به پهلوی غزل سرایان بزرگ فارسی می‌زند. در شعر نیمایی وشعر سپید، نوآوری‌های خاص خود را دارد؛ ولی آنچه نام ایرج شمسی زاده را بر زبان همه قشرها جاری ساخته است، شعرهایی محلی است که او را به عنوان یکی از پرآوازه‌ترین محلی سرایان، بر قله شعر محلی استان بوشهر نشانده است.
اشعار محلی که بعضاً با رویکردطنز سروده شده و همچنین سرودن اشعار سیاسی و اجتماعی جزو پررنگ‌ترین سروده‌های این شاعر محسوب می‌شود. در ضمن محبوبیت این شاعر در جنوب کشور، استان بوشهر و به ویژه در بندر گناوه و اینکه در بین قشرهای مختلف جامعه و توده مردم به عنوان شاعری شاخص پذیرفته گردد، نشان از تبحر و استعداد وی در سرودن شعر بوده است.
هیچ کتابی از آثار این شاعر مشهور تا کنون به صورت رسمی مجوز نشر دریافت نکرده است و فقط در سال ۱۳۹۲ در آیین بزرگداشت شمسی زاده از گزینه سروده‌های وی در آیینی باشکوه در تالار میلاد گناوه رونمایی شد و این کتابچه را می‌توان به گونه ای تنها کتاب شعری این شاعر در طول عمر وی دانست که به همت یکی از دوستدارانش به چاپ رسید.
از جمله مشهورترین سروده‌های محلی این شاعر محبوب جنوبی می‌توان به «عیده بیو»، «آهای مردم»، «زن ذلیل»، «ویمونویمو»، «بیو بارون»، «تلفن» و … یاد کرد. همچنین اشعار کلاسیک وی مانند: «هموطن»، «این بندر عزیز»، «حماسه خلیج فارس» و … از جمله شاخص‌ترین سروده‌های وی به شمار می‌روند.

## غزل
نوروز اِیا اُمرُو، صوا، آخر زمسونه بیو
بِندشک دورِ گندمل می بلبل ایخونه بیو
گُل وَر کَشیده تا کمر، زَنگُل در اُومَه سر و سر
سر گوپلل بسه کپر، تاج بیابونه بیو
غاچ برنجوکی خشه، وقتی که چاله پر تشه
دیَه دلم وَش نیکشه، بسکی فراوونه بیو
هم بال زرد گازرین، هم کرم نوروزی ببین
قافله کُشَک مثل نگین، ری اسب شیطونه بیو
محشر گرهته دور اُو، پر تا پر آویده گُروُ
هر باندی گیر شنو، من اُوه بارونه بیو
سه تشک سر پر شودرل، می خال سر لوُ دهترل
قلا حونی کموترل، اُمروُز مهمونه بیو
دهتر من رهَ بسه صف، ایرن شوُهَ سی یه علف
ری صورتل مثل صدف، مُرواری غلطونه بیو
سینهٔ سفید مرمری، بـِر زَ میون رو سری
مهَ سر زده جلدی وری، شوُ نور بارونه بیو
گـُه سی مِلوُ: گل گودری، بی جیکه کن سراسری
چاری شدَمبوُ نیتری، یُو مهلی اعیونه بیو
سر پیر، گُل چاس ایپزه، هم گز گزوک پاشَ ایگزه
هم کار گل روغن دزه، چربیش که نیمونه بیو
کُردک شَ کِرد چیپون برش، چمته شَ بس پر کمرش
نی شَ نها او تی ترش، ناشتاش پر نونه بیو
ای پرپروک یارمهَ بجو، هُمار من گوشش بگو
عید بیوُ تی ایرجو، سیت عیدی ایسُونه بیو

## شعری برای گناوه
این بچه‌های بندر، این مردهای مرد
این دختران با نمک شادی آفرین
این مردم نجیب و پر احساس و گرمجوش
همشهریان همدل و با جان من قرین
جانم فدای هر وجب خاک پاک آن
این شهر آرش من و این شهر کاوه است
این زادگاه دختر احساس شعر من
این بندر عزیز من اینجا گناوه است